# Reba Maybury
Reba Maybury (nascida em 1990 em Oxford) é uma artista, escritora, feminista e dominatrix britânica. Mistress Rebecca é o nome utilizado por ela no trabalho de dominatrix.

## Biografia
Reba Maybury nasceu na cidade de Oxford, Inglaterra, em 1990. Ela é filha de mãe paquistanesa e pai galês e tem uma irmã três anos mais nova que ela.
De 2011 à 2015, Maybury trabalhou como editora-chefe da revista britânica Sang Bleu, escrevendo artigos voltados para arte contemporânea, cultura, moda, literatura, sociologia, fetiche e tatuagem.
Ela formou-se em História e Teoria da Moda no ano de 2013 na faculdade de artes e design Central Saint Martins em Londres. Ela atualmente é professora de mestrado na faculdade em que se formou.
Em 2015, Maybury fundou a editora Wet Satin Press, que foi utilizada para publicar muitas de suas obras, como as edições do jornal Radical People, o livro ilustrado The Goddess and the Worm e a coleção de imagens I've Seen More Plastics Than the Average Guy, todos de 2015, a novela Dining with Humpty Dumpty de 2017, e o livreto BINTS! A Conversation Between Mistress Rebecca and the Elysium Harvester de 2019.
Maybury também foi apresentadora do programa de rádio sobre BDSM chamado Mistress Rebecca's World, transmitido regularmente na NTS Radio. A primeira edição do programa foi ao ar no dia 8 de novembro de 2017 e sua última edição foi publicada no dia 3 de fevereiro de 2019.
Durante o ano de 2018, ela foi colunista da revista alemã Sleek, escrevendo a série Power Play with Reba Maybury, onde ela aborda os temas BDSM, feminismo e sexualidade em geral.
Ela atualmente realiza um trabalho na galeria de arte Arcadia Missa, localizada em Londres, onde ela expõe muitas de suas obras artísticas.

### Exposições
Sua primeira exposição foi Fish Wifes numa colaboração com a artista Claire Barrow em 2016. O trabalho delas ficou em exposição nos dias 30 e 31 de janeiro de 2016 no Paramount Ranch em Agoura Hills, Califórnia.
No ano seguinte, ela participou de outra exposição, desta vez na cidade de Los Angeles. A mostra, chamada Prick Up Your Ears ("Erga seus ouvidos"), foi exibida na galeria Karma International entre os dias 6 de agosto de 2017 e 9 de setembro de 2017.
Maybury e outros dezessete artistas participaram da exposição Putting Out ("Colocando para fora"), que ocorreu em Nova York no Gavin Brown's Enterprise entre os dias 28 de junho de 2018 e 11 de agosto de 2018.
Outro trabalho colaborativo dela foi realizado com o artista Will Sheldon na galeria Arcadia Missa, em Londres, na exposição My Deep Secret ("Meu segredo profundo"). A mostra ocorreu entre os dias 7 de julho de 2018 e 3 de agosto de 2018 e contou com doações de objetos dos submissos de Reba Maybury e desenhos feitos por eles sob ordens dela.
Ela foi uma das artistas a participar da exposição britânica I, I, I, I, I, I, I, Kathy Acker, que ocorreu do dia 1 de maio de 2019 ao dia 4 de agosto de 2019 no Institute of Contemporary Arts em Londres. A exposição foi uma homenagem póstuma à escritora americana Kathy Acker.
Entre os dias 6 de julho de 2019 e 8 de novembro de 2019, o trabalho dela fez parte da exposição internacional Paint, also known as Blood ("Tinta, também conhecida como Sangue") no Museu de Arte Moderna de Vasórvia, dedicada a mulheres cuja prática de pintura reavalia estereótipos relativos à submissão e dominação.
Outra exposição da qual ela fez parte foi Do You Love Me? ("Você me ama?"), destaque na galeria de arte de Nova York chamada PPOW Gallery entre os dias 11 de julho de 2019 e 9 de agosto de 2019.
A primeira exposição individual que Maybury realizou foi A-good-individual. Para a exposição, Maybury realizou uma sessão BDSM ao vivo com um de seus submissos no dia 30 de agosto de 2019, do qual contou com devoção de objetos e realizações de tarefas como pinturas, colagens e poemas. Após isso, o resultado do trabalho ficou em exposição no LUMA Westbau em Zurique, na Suíça, de 31 de agosto de 2019 à 6 de outubro de 2019.
Em 2020, a mostra The Monstrous Bouquet ("O buquê monstruoso"), que esteve ativa entre os dias 12 de setembro de 2020 e 18 de outubro de 2020 no instituto cultural Omstand na Holanda, contou com a participação de Maybury.
Maybury também participou da exposição Witch Hunt ("Caça às bruxas"), do dia 7 de novembro de 2020 ao dia 21 de fevereiro de 2021, na casa de exposições Kunsthal Charlottenborg, localizada em Copenhague, Dinamarca. A mostra retratou a figura da bruxa e os julgamentos de bruxaria na região nórdica do século 16 ao 18.

## Ideais políticos
Reba Maybury considera-se feminista, socialista e começou a trabalhar como dominatrix em 2014 quando adotou o nome de Mistress Rebecca.
Em suas sessões BDSM, Maybury domina apenas homens brancos e de preferência homens de direita. De acordo com Maybury, o mundo é governado por homens brancos, então eles são os que ela quer ver na posição de submissão, e ela afirma que não consegue se ver sendo cruel em uma sessão de BDSM com outro tipo de homem que não seja esse.
Como socialista, Maybury cobra de seus submissos numa escala móvel, dependendo do quanto dinheiro ele ganha. Aqueles que não ganham muito realizam trabalhos para ela em troca da dominação, enquanto submissos mais ricos têm de pagar de acordo com o luxo que consomem na vida. Algumas de suas exposições, como My Deep Secret (2018) e A-good-individual (2019) contaram com desenhos, doações, poemas e demais trabalhos realizados por submissos sob ordens dela.
A novela Dining with Humpty Dumpty, escrita por Maybury e lançada em 2017, conta a história de um submisso com fetiche em supremacia feminina, mas que possui uma visão política de direita conservadora. A história é inspirada nas relações da própria autora e o personagem central da obra é um estereótipo de homem branco heterossexual baseado em múltiplos submissos que Maybury já teve.
O livro BINTS! A Conversation Between Mistress Rebecca and the Elysium Harvester, publicado em 2019, teve todos os seus lucros doados para Swarm, uma ONG focada em ajudar trabalhadoras do sexo. A obra, que é baseada numa conversa que Maybury teve com um misógino, foi totalmente financiada pelos submissos de Maybury, que fizeram e pagaram pelo design gráfico, arte, capa e impressão.